# Dongcheon de Goguryeo
El rey Dongcheon de Goguryeo (209–248, r. 227–248) fue el undécimo gobernante de Goguryeo, uno de los Tres Reinos de Corea.

## Biografía
Dongcheon fue bisnieto del octavo rey, Sindae, e hijo del décimo, Sansang. Su madre fue concubina de Sansang, y lo concibió en una aldea de Jutongchon. Ascendiendo a heredero en 213, se coronó rey por la muerte de su padre.
En 238, Dongcheon inició una operación combinada con Wei, uno de los tres reinos chinos del noroeste a fin de eliminar la influencia de la familia Gongsun basada en la península de Liaodong y alrededor de ahí en la frontera con Goguryeo. A pesar de la victoria, Wei rápidamente se convirtió en una nueva amenaza.
Consolidando su fuerza, Dongcheon inició una serie de conquistas sobre las comandancias chinas, fuerzas invasoras que permanecían en Corea desde la caída de Gojoseon y bajo la conexión con la China de Han, pues empezó la guerra de Goguryeo–Wei en 242 para cortar el acceso chino y tratar de tomar un puerto. Con todo, Wei contraatacó y rechazó a Goguryeo al enviar 10.000 militares en 244. Wei destruyó y quemó la fortaleza Hwando. Dongcheon abandonó la capital y huyó a la colonia de Okjeo, noreste de Corea. Intentó luego regresar a Hwando, pero al estar destruidas sus estructuras, no hubo otra alternativa que trasladar la capital a Pionyang en 246. La exacta ubicación está disputada.
El Samguk Sagi dice que un general de Goguryeo, Yu Yu (유유, 紐由) fue al cuartel chino de Wei a fin de engañar a su comandante, haciéndolo creer que Goguryeo quería rendirse. Aprovechó la ocasión para asesinarle, y luego se suicidó, causando gran confusión y desunión en el enemigo. A continuación, Dongcheon formó una nueva expedición con sus generales, Mil U (밀우, 密友) y Yu Okgu (유옥구, 劉屋句), para expulsar a Wei y recuperar los territorios perdidos.
En 243, nombró a su hijo, Yeonbul príncipe heredero. Los recuerdos coreanos dicen que Goguryeo invadió a otro reino coreano sureño, Silla, alcanzando un pacto de paz en 248. Sobre la credibilidad de este ataque se tienen dudas, porque Goguryeo estaba bajo una seria guerra con Wei y la invasión del sur sería lógicamente incomprensible. Se cree que la supuesta invasión sería más bien una repentina afluencia de refugiados desde Goguryeo hasta Silla.
Dongcheon murió en el otoño de 248 de enfermedad, después de un reinado de 22 años. Su tumba está ubicada en la provincia de Pionan sur, Corea del Norte. Como su reinado ganó gran amor de su gente, muchos trataron de suicidarse colectivamente. Inmediatamente después del funeral, el heredero se coronó como gobernante Jungcheon.